# Jef Peeters
Jef Peeters (* 20. Dezember 1978 in Rijmenam) ist ein belgischer Straßenradrennfahrer.
Jef Peeters wurde 2002 Erster der Gesamtwertung bei der Tour Nord-Isère. Bei der Spar Arden Challenge gewann er zwei Etappen und konnte so auch die Gesamtwertung für sich entscheiden. Außerdem war er 2002 bei einem Teilstück der Ronde van Zuid-Oost-Vlaanderen erfolgreich. 2003 wurde er Profi beim belgischen Radsportteam Vlaanderen-T Interim. 2006 wechselte er zu Profel Ziegler und 2009 zur irisch-belgischen Mannschaft An Post-Sean Kelly Team, bei der er seine letzte internationale Saison bestritt.

## Erfolge
2002
- Gesamtwertung Tour Nord-Isère

## Teams
- 2003 Vlaanderen-T Interim
- 2004 Vlaanderen-T Interim
- 2005 Chocolade Jacques-T Interim
- 2006 Profel Ziegler (ab 04.04.)

- 2008 Profel Prorace (ab 17.06.)
- 2009 An Post-Sean Kelly Team